# Podistra insipida
Podistra insipida là một loài bọ cánh cứng trong họ Cantharidae. Loài này được McKey-Fender miêu tả khoa học năm 1950.